# Babalon AD (So Glad For The Madness)
Babalon AD (So Glad For The Madness) es un solo DVD de Cradle of Filth. El video es un homenaje al famoso Pier Paolo Pasolini especialmente de la película, Saló o los 120 días de Sodoma, basada en la novela del Marqués de Sade. Babalon no es un error de ortografía de Babilonia, pero se refiere a la "Mujer Escarlata", "Gran Madre" o "Madre de las Abominaciones" de sistema místico de Aleister Crowley ("Mother of Abominations" es también el nombre de la pista 13 en el álbum Nymphetamine).

## Vídeo
El vídeo comienza con un primer plano de la cara de Dani Filth, escondido en las sombras. La cámara corta a una joven criada en un baño que se da cuenta de una videocámara digital, se sienta en un inodoro y mira a la cámara para cualquier material presente. El vídeo de la videocámara muestra la Cuna de  los miembros de la banda Filth en algo así como un salón de baile vacía, vestidos elegantemente, de manera sistemática abusando y humillando a una media docena de hombres y mujeres jóvenes, mientras que Dani dirige el procedimiento con un megáfono. Hacia el final del vídeo, Dani se ve mirándose en un espejo antiguo, que luego se da vuelta y los puntos en el operador de cámara, revelando que la propia limpieza fue grabar las actividades de la banda. En el baño, la limpieza se ve horrorizada. A continuación, reducir a la sala de torturas, ahora vacía y mal iluminada, para encontrar a la criada a solas con los verdugos libertinas, y obligó a una silla como Dani tiene la cámara y el otro miembro de la banda toma un director de claqueta con la etiqueta "caja de Pandora". La joven llora mientras ella se burló, gritó, y ridiculizada. De vuelta en el cuarto de baño, las imágenes de la videocámara digital de corta y la doncella se ve con el terror grabado en el rostro. El vídeo termina con lo que parece ser una imagen estática precargada, pero la cara de Dani puede verse en ella.

## Lista de pistas
1. "Babalon A.D. (So Glad for the Madness)" — 05:38
2. "Serpent Tongue" — 05:10
3. "Freakshow Gallery"
4. "Merchandise Details"
5. "Band Biography"

- Datos: Q2377356